# Bosco/Gurin
Bosco/Gurin, Bosco Gurin,  Bosco-Gurin (do 1934 Bosco-Vallemaggia; gsw. Gurín, Griin; lmo. Guríng) − miejscowość i gmina w południowej Szwajcarii, w kantonie Ticino, w okręgu (distretto) Vallemaggia, w powiecie (circolo) Rovana. Leży nad rzeką Rovana.

## Demografia
W Bosco/Gurin mieszkają 54 osoby. W 2021 roku 11,1% populacji gminy stanowiły osoby urodzone poza Szwajcarią. 